# Otto Naumann (Politiker, 1896)

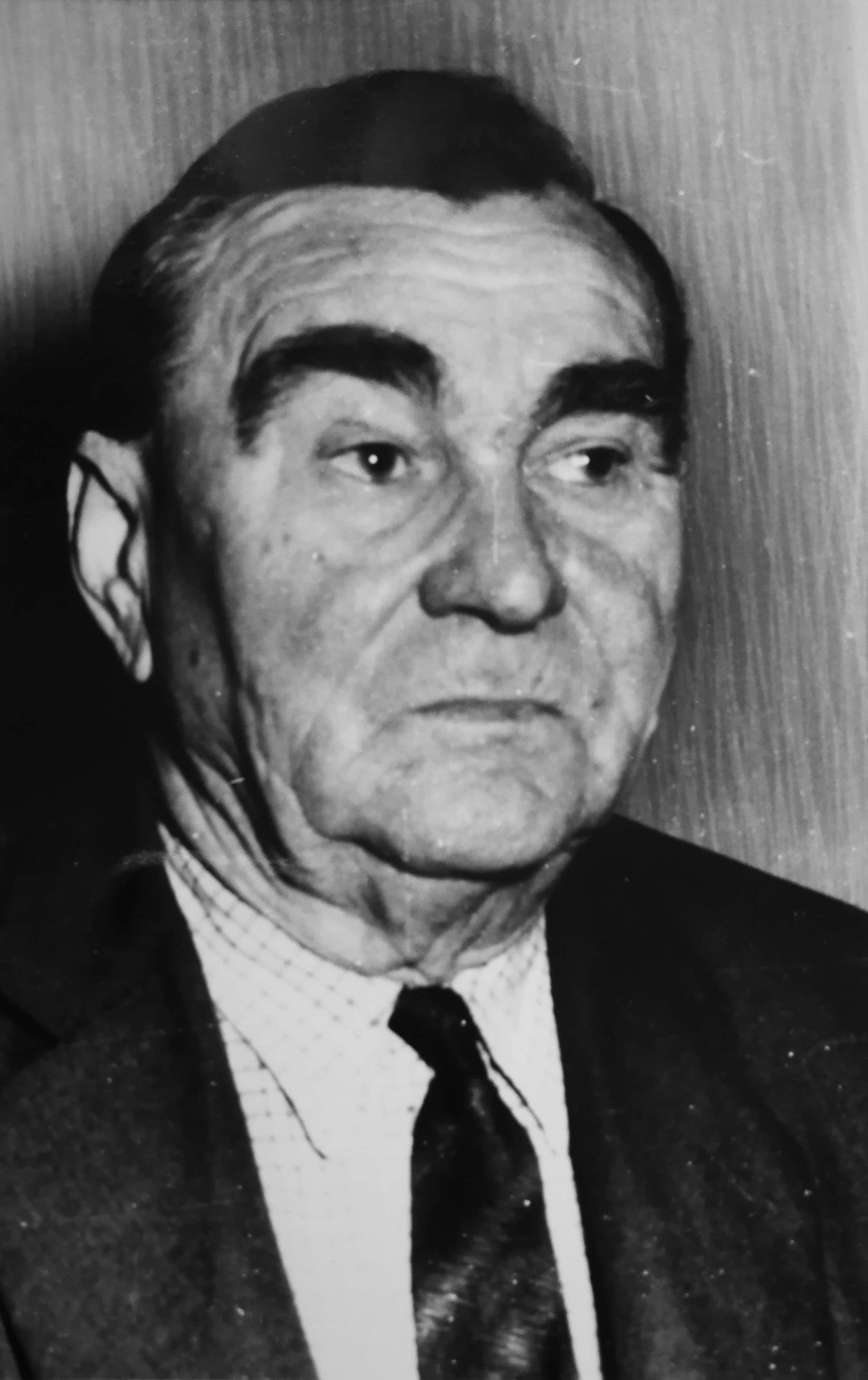
Otto Naumann

Otto Naumann (* 8. Februar 1896 in Strasburg (Uckermark); † 26. Januar 1973 ebenda) war ein deutscher Politiker (USPD, KPD, SED) des kommunistischen Widerstands gegen den Nationalsozialismus und Bürgermeister seiner Geburtsstadt nach dem Zweiten Weltkrieg von 1945 bis 1947.

## Leben
Die Familie, sein Vater war ein Schuhmacher, seine Mutter eine Gelegenheitsarbeiterin und seine neun Geschwister, bewohnten ein kleines Häuschen in der Stadt Strasburg (Uckermark).
Nach dem achtjährigen Schulbesuch in der Volksschule wollte Otto Naumann 1910 gern die Kaufmannslehre einschlagen. Aufgrund der finanziellen Lage der Eltern musste er diesen Wunsch aufgeben. Er wurde für zwei Jahre Hofgänger in Hansfelde, einer kleinen Ansiedlung in der Nähe von Strasburg. Die damalige Gemeindeordnung schrieb vor, dass jede Dorffamilie eine Person für den Gutsherren stellen musste. Da aber viele Familien ihre Kinder in die Stadt schickten oder diese noch nicht alt genug waren, stellte man auch Stadtjungen, die aus armen Familienverhältnissen stammten, in den Dienst ein. Auf diese Art und Weise war auch Otto Naumann Hofgänger geworden. Später ging er nach Kreckow. Da der Gutsbesitzer ihn aber schlecht behandelte, brach er diese Tätigkeit ab.
Bis zum Beginn des Ersten Weltkriegs arbeitete er in einer Peitschen- und Stielfabrik in Strasburg (Uckermark). Obwohl ein Gegner des Krieges, wurde er 1916 zur kaiserlichen Armee eingezogen. Er geriet in dieser Zeit in französische Gefangenschaft, aus der er erst 1920 entlassen wurde.
Er begann wieder als Landarbeiter zu arbeiten, trat dem Deutschen Landarbeiter-Verband bei und wurde Mitglied im Arbeitersportverein und im Arbeitergesangverein. 1920 wurde er Mitglied der Ortsgruppe der USPD und 1923 Mitglied der Kommunistischen Partei Deutschlands (KPD). 1928 wurde er politischer Leiter der Ortsgruppe. Die Ortsgruppe führte unter seiner Leitung einen aktiven Kampf gegen Hetze und Verleumdung.
Am 28. Februar 1933 wurde er mit 13 anderen KPD-Funktionären verhaftet. Vier Monate setzte man ihn in Strasburg (Uckermark) fest, um ihn anschließend in das KZ Oranienburg und das KZ Sonnenburg zu verschleppen. Anderthalb Jahre verbrachte Otto Naumann wegen seiner Gesinnung in den Konzentrationslagern. Nach seiner Entlassung im April 1934 stand er unter Polizeiaufsicht. Dennoch traf er sich als politischer Leiter der Ortsgruppe der KPD mit dem SPD-Ortsgruppenvorsitzenden August Conrad. Er war weiterhin illegal tätig, leistete u. a. politische Aufklärung und unterstützte sowjetische Kriegsgefangene. Otto Naumann war gezwungen, häufig seine Arbeitsstellen zu wechseln, weil die Betriebsinhaber sich weigerten, ihn längere Zeit zu beschäftigen. Die letzte berufliche Station vor dem Zweiten Weltkrieg war die eines Drainagearbeiters im Kreisgebiet.
Nach der Besetzung von Strasburg (Uckermark) durch die Rote Armee am 28. April 1945 wurde Otto Naumann zum sowjetischen Stadtkommandanten gerufen. Er erhielt den Auftrag, einen Magistrat zusammenzustellen. Mit seiner Liste ging Otto Naumann wieder zum Kommandanten und wurde am 1. Mai 1945 mit dem Satz: „Hier hast du eine Armbinde, du machst jetzt den Bürgermeister“ zum Bürgermeister ernannt. Zu seinen ersten Aufgaben – in Kooperation mit anderen Magistratsmitgliedern – zählte in erster Linie, die Brände zu löschen, alle Ruinen, die das Leben und die Sicherheit der Bevölkerung bedrohten, einzureißen, für die Unterbringung der elternlosen, umherirrenden Kinder zu sorgen, die Strom- und Wasserversorgung wiederherzustellen und die Bevölkerung mit den wichtigsten Lebensmitteln zu versorgen. Ab Mai 1946 war er Vorsitzender der SED-Ortsgruppe.
Später in der DDR war er Schulungs- und Kaderleiter beim Konsumgenossenschaftsverband (KGV) Kreis Strasburg. Zudem war er Kulturleiter in Gollmitz (Kreis Prenzlau), Parteisekretär der Grundorganisationen (GO), Mitarbeiter beim Rat des Kreises Ueckermünde und Strasburg, Vorsitzender der Verfolgten-des-Naziregimes-Kommission (VdN), Mitglied der Kreisrevisionkommission, des Genossenschaftsrates, des Kreisausschusses für Jugendweihe, des Kreisausschusses der Volkssolidarität (VS) und des Kreisvorstandes der Gesellschaft für Deutsch-Sowjetische Freundschaft (DSF).

## Ehrungen

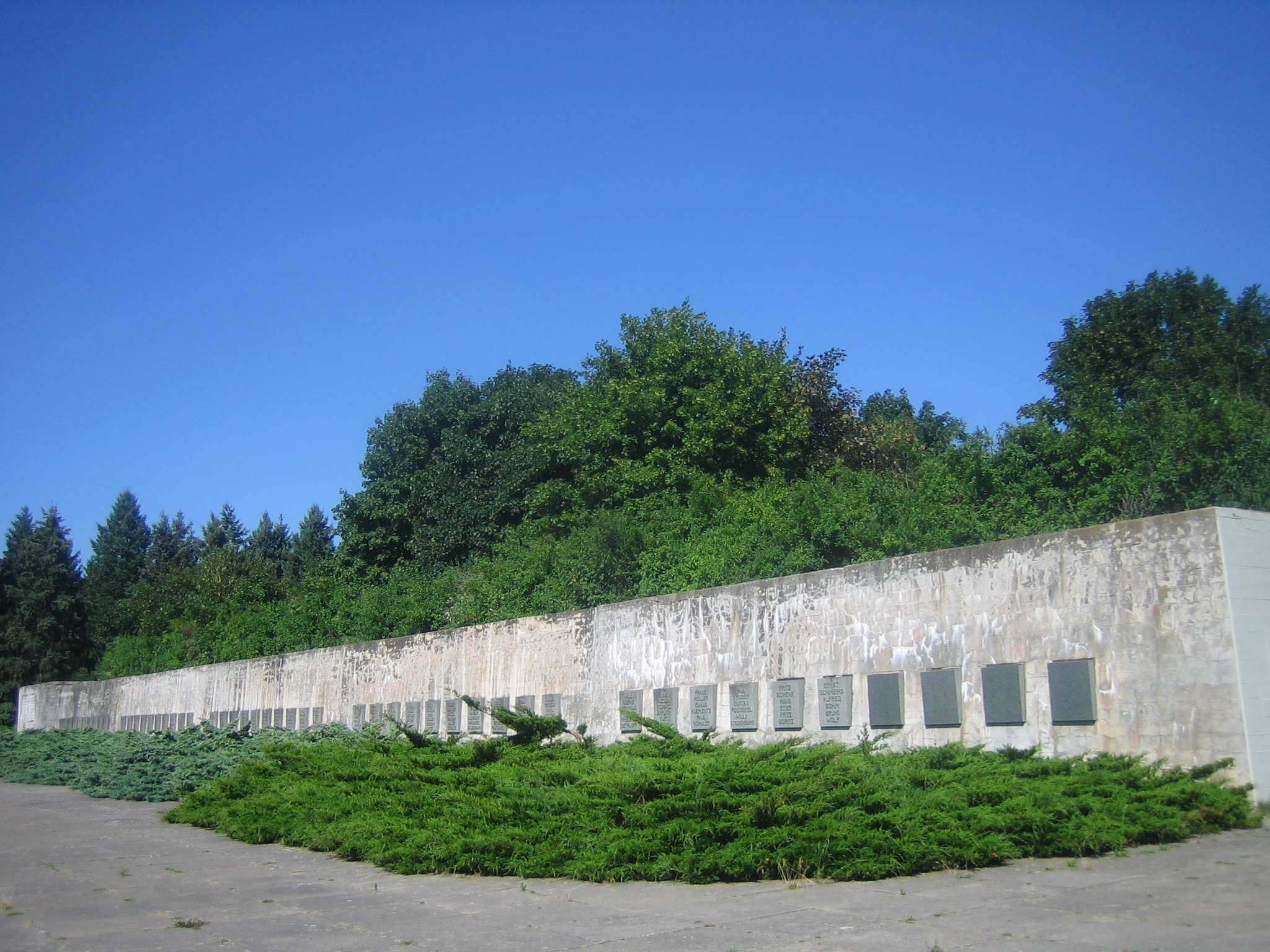
Die Unbeugsamen (Ehrenmal für die Kämpfer gegen Reaktion und Faschismus), Neubrandenburg

1971 wurde ihm die Ehrenbürgerschaft der Stadt Strasburg (Uckermark) verliehen, die ihm nach der Deutschen Wiedervereinigung durch Antrag der SPD am 24. Oktober 1990 wieder aberkannt wurde. Die am 5. Januar 1978 vom VEB (K) Bau Strasburg an den Rat der Stadt übergebene Mehrzweckhalle war zwölf Jahre lang nach ihm benannt. Nach der Aberkennung der Ehrenbürgerschaft erhielt sie dann die neutrale Bezeichnung „Stadthalle“. Nach einer Sanierung 2005 wurde sie in „Max-Schmeling-Halle“ umbenannt. Otto Naumanns Name steht auf einer der 50 Tafeln des Ehrenmals für die Kämpfer gegen Reaktion und Faschismus „Die Unbeugsamen“ südlich des Neuen Friedhofs in Neubrandenburg, der zentralen sozialistischen Gedenkstätte des ehemaligen Bezirkes. Er war Träger des Vaterländisches Verdienstordens in Bronze, der Verdienstmedaille der DDR, der Medaille für 40 Jahre treue Mitgliedschaft und der Medaille für Kämpfer gegen den Faschismus 1933 bis 1945.

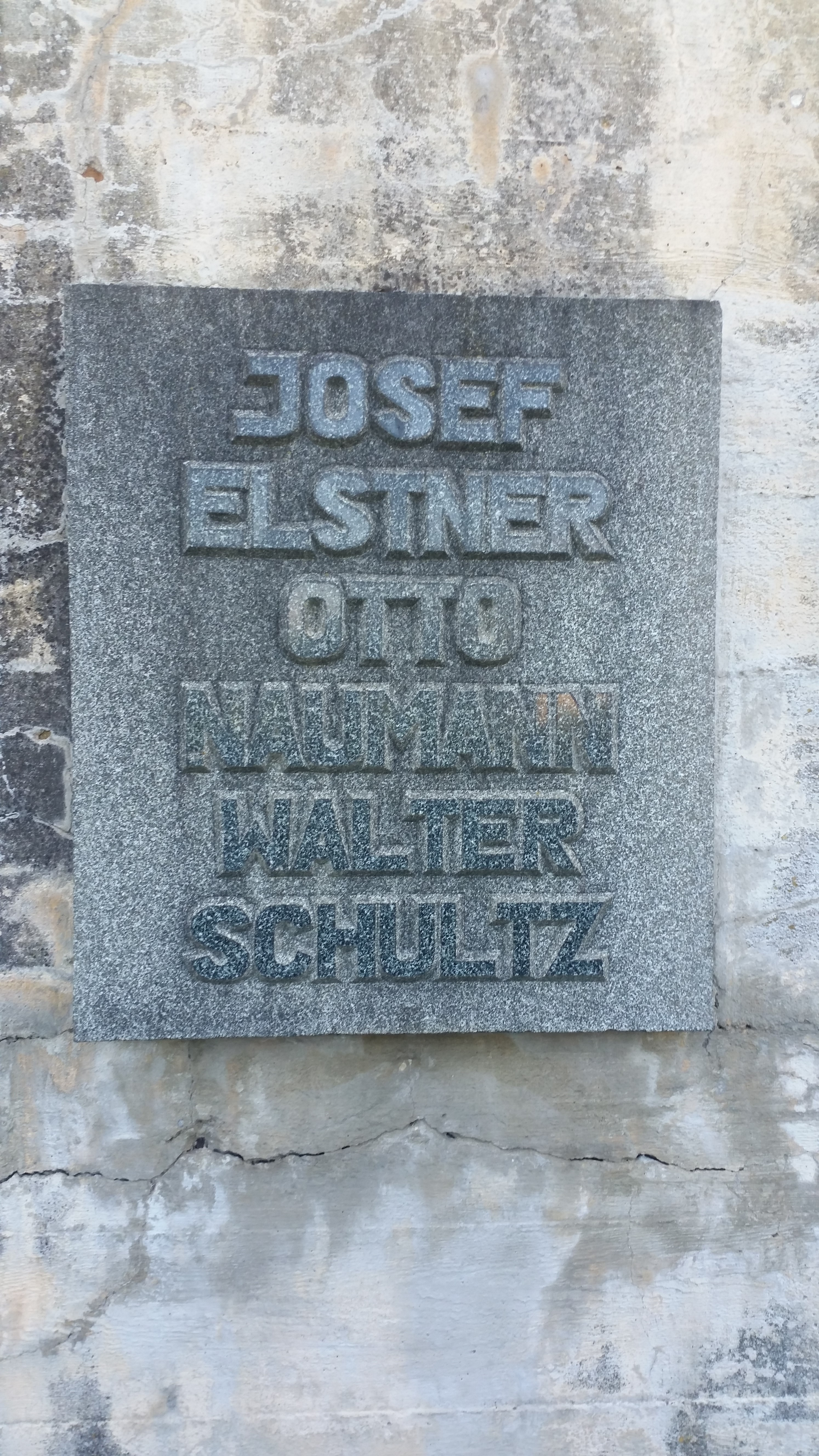
Die Unbeugsamen (Ehrenmal für die Kämpfer gegen Reaktion und Faschismus), Neubrandenburg